# Janina Żniniewicz
Janina Żniniewicz (ur. 1882, zm. 1940) – polska lekarka.

## Życiorys
Zaangażowana w działalność społeczną, jako przewodnicząca Okręgu Wielkopolskiego PCK była założycielką poznańskiej Wyższej Szkoły Pielęgniarskiej: została przewodniczącą jej Komitetu Organizacyjnego.
Brała udział w powstaniu wielkopolskim jako lekarka. 2 maja 1923 została odznaczona Krzyżem Oficerskim Orderu Odrodzenia Polski „za zasługi, położone dla Rzeczypospolitej Polskiej na polu pracy obywatelskiej”.
Wraz z bratem Janem Żniniewiczem, z którym w 1930 napisała książkę Wodolecznictwo a nerwy, została uhonorowana ulicą w Poznaniu.